# Parecida a Tabardilla
Parecida a Tabardilla es el nombre de una variedad cultivar de manzano (Malus domestica). Esta manzana es originaria de Galicia, está cultivada en la colección de árboles frutales y banco de germoplasma de Mabegondo con el Nº 159; ejemplares procedentes de esquejes localizados en Noya (La Coruña).

## Sinónimos
- "Manzana Parecida a Tabardilla",[4][5]
- "Maceira Parecida a Tabardilla".

## Características
El manzano de la variedad 'Parecida a Tabardilla' tiene un vigor vigoroso. Tamaño grande y porte erguido.
Época de inicio de brotación a partir del 8 de abril y de floración a partir del 26 de abril.
Las hojas tienen una longitud del limbo de tamaño medio, con la máxima anchura del limbo es ancha. Longitud de las estípulas es media y la máxima anchura de las estípulas es media. Denticulación del borde del limbo es ondulado, con la forma del ápice del limbo acuminado y la forma de la base del limbo es obtuso. Con subestípulas presentes.
Sus flores tienen una longitud de los pétalos es media, con una anchura de los pétalos media, disposición de los pétalos en contacto entre sí, con una longitud del pedúnculo larga.
La variedad de manzana 'Parecida a Tabardilla' tiene un fruto de tamaño medio, de forma globosa, de color bicolor, con chapa a rayas, e intensidad media. Epidermis de textura rugosa, sin pruina en su superficie y con presencia de cera nula. Sensibilidad al "russeting" (pardeamiento áspero superficial que presentan algunas variedades) sensible. Con lenticelas de tamaño grande.
Los sépalos están dispuestos de forma variable, y superpuestos en su base; su fosa calicina es muy profunda y de una anchura media. Pedúnculo de grosor medio y de longitud corto, siendo la cavidad peduncular de una profundidad profunda y de anchura media. Con pulpa de color amarilla-crema, cuya firmeza es intermedia y su textura intermedia; su jugosidad es intermedia, con sabor de acidez media, y aromática.
Época de maduración y recolección desde el 24 de septiembre. 'Parecida a Tabardilla' es una manzana que su destino es la conservación de esta variedad en el banco de germoplasma de Mabegondo como reserva genética.

## Susceptibilidades
- Oidio: ataque fuerte
- Moteado: ataque débil
- Raíces aéreas: ataque débil
- Momificado: no presenta
- Pulgón lanígero: no presenta
- Pulgón verde: ataque débil
- Araña roja: no presenta
- Chancro del manzano: ataque débil.[3]